# José Ortega Torres
José Ortega Torres – hiszpański poeta, urodzony w Grenadzie.

## Życiorys
Ortega Torres studiował filologię romańską na Uniwersytecie w Granadzie w latach 1966 – 1969, zaś w roku 1971 obronił pracę dyplomową pt. „Aproximación a la
poesía de Rafael Guillén” („Próba interpretacji poezji Rafaela Guilléna”) pod kierunkiem profesora Emilia Orozco Díaza. W roku 1975 uzyskał stopień doktora filologii hiszpańskiej; tytuł pracy doktorskiej: „Poezja Rafaela Guilléna: język, tematyka i styl”.
W 1975 Ortega Torres oraz poeci José Lupiáńez i pochodzący z Granady José Gutiérrez ufundowali antologię Silene, w której znalazły się utwory wielu lokalnych poetów (publikowali tu m.in. Juan de Loxa, José Rienda, Elena Martín Vivaldi i Carmelo Sánchez Muros). Obecnie (2008) Ortega Torres wykłada literaturę hiszpańską na Uniwersytecie w Granadzie.

## Twórczość
- Cauce vivo[1] ("Live Riverbed") 1971), pod pseudonimem Aldo Fresno
- Ceremonia salvaje[2] (1973)
- Carmen de Aynadamar[3] (1974)
- Ritos y cenizas[4] (1975)
- "Poema de la Alhambra, de A.E.” (Ideal, 1975)
- El exilio y el reino[5] (1979)
- Hierofanía[6] (1981), (1979)
- La diadema y el cetro: himno[7] (1983)
- Diamante: (espacio íntimo)[8] (1987)
- Olvido es el mar[9], (1989)
- Domus aurea[10] (1996)
- Laurel & glosa[11], 1997
- Centinela del aire[12] (1999)
- Amante desafío[13] 2001
- Fulgor de la materia (2003)[14]
- Un título para Eros. Erotismo, sensualidad y sexualidad en la literatura, Capítulo 7 – “Falomanía y travesura en El jardín de Venus de Samaniego”[15][16]